# 인간 미토콘드리아 유전학
인간 미토콘드리아 유전학(영어: human mitochondrial genetics)은 주로 인간 및 이와 관련된 미토콘드리아 DNA에 대한 유전학 중의 한 분야이다. 인간 미토콘드리아 게놈은 인간 미토콘드리아에 포함된 유전 정보이다. 미토콘드리아는 세포가 사용할 에너지를 생성하는 세포의 작은 구조체이며, 세포의 '발전소'라고도 불린다. 
미토콘드리아 DNA(mtDNA)는 핵 DNA(nDNA)와는 별개의 DNA이다. 인간에서 미토콘드리아 DNA는 어머니의 난자에서만 유전된다. 그러나 특정 상황에서는 아버지 mtDNA의 유전이 일어 날 수 있다는 이론이 존재한다.
멘델의 유전법칙에서, 수정란(zygote)의 유전자의 절반은 아버지, 다른 절반은 어머니로부터 유래된다고 가정하기 때문에 미토콘드리아 유전은 멘델의 유전법칙에서 벗어난다. 
미토콘드리아 DNA의 80%가 미토콘드리아 RNA를 암호화하는데, 대부분의 미토콘드리아 DNA 돌연변이는 기능 장애를 유발하며, 이는 근육 장애로 나타날 수 있다. 
이들은 해당과정에 의해 생성된 2개의 ATP 분자와 대조적으로 포도당 분자 당 30개의 ATP 분자를 제공하기 때문에, 모든 생명체에 있어 미토콘드리아는 생명을 유지하는 데 필수적인 세포 소기관이다. 미토콘드리아 질환은 미토콘드리아 DNA 또는 미토콘드리아 성분을 암호화하는 핵 DNA에 문제가 생기는 유전성 질환이다. 미토콘드리아가 사용하는 수많은 효소에 문제가 생기면 세포와 유기체에 치명적일 수 있다.

## 수량
인간에서 미토콘드리아 DNA(mtDNA)의 크기는 16,569bp이며 닫힌 원형 모양을 띤다. 평균적으로 각각의 인간 미토콘드리아는 약 5개의 mtDNA 분자를 함유하고 있으며 그 양은 1~15개 사이이다. 한 개의 인간 세포는 대략 100개의 미토콘드리아를 함유하고 있으며, 인간 세포 당 총 mtDNA 분자의 수는 약 500개이다. 

## 유전 방식

미토콘드리아 유전 방식

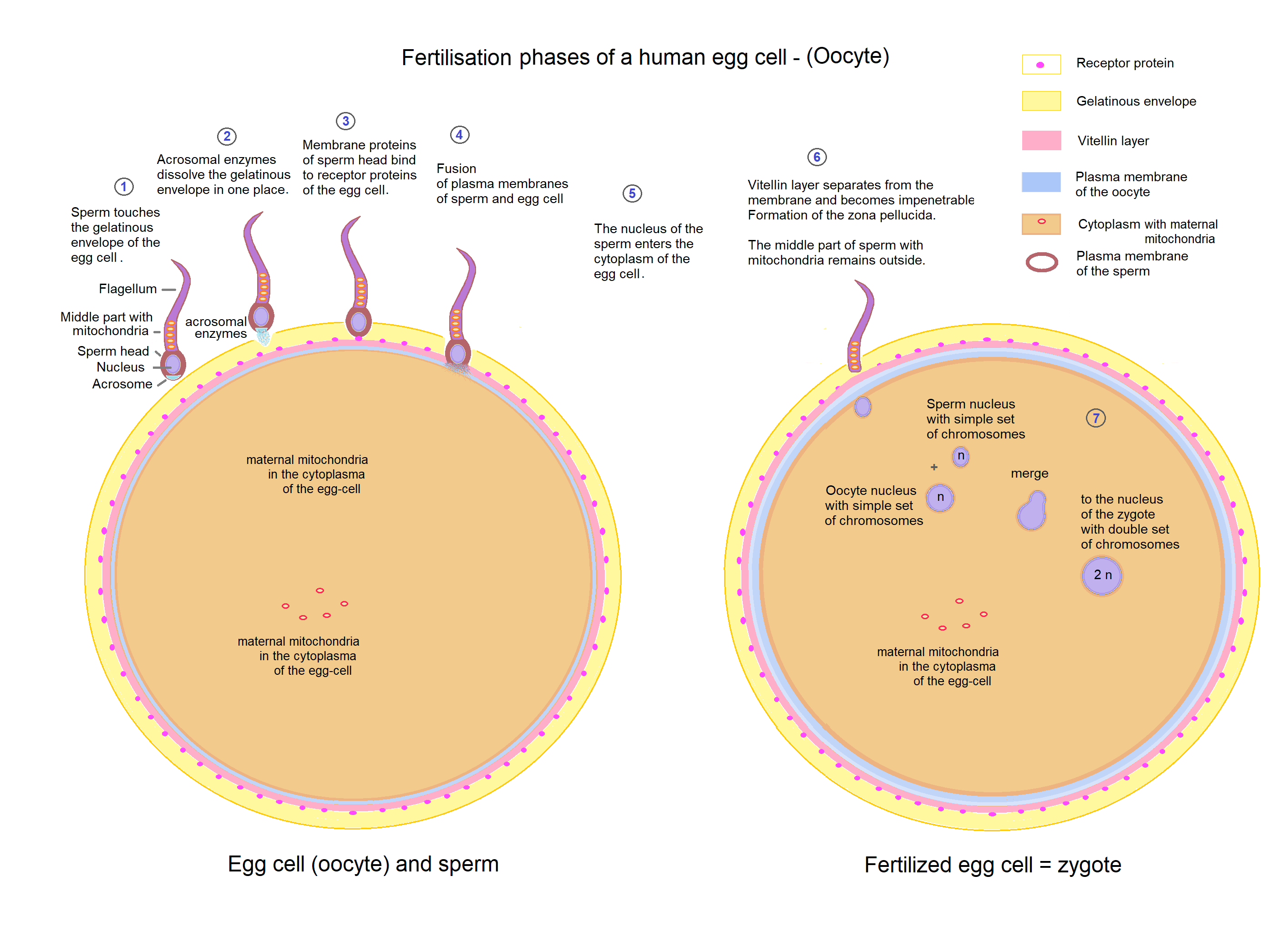
미토콘드리아 DNA에서 모계 유전이 되는 이유는 정자가 난자세포에 들어가면 미토콘드리아가 들어 있는 중간부분을 분해하기 때문에 핵을 가진 머리만 난자세포를 관통하기 때문이다. 이 뜻은 정자 세포의 미토콘드리아 DNA는 난자에 들어가지 못하는 것이다.

미토콘드리아 질환(미토콘드리아의 기능 장애로 인한 질병)은 모계 및 염색체 유전을 통해 유전 될 수 있기 때문에 질병에 따라 대대로 전달되는 방식이 크게 다를 수 있다. 핵 DNA에서 발생하는 미토콘드리아 유전자 돌연변이는 (종에 따라) 모든 염색체에서 발생할 수 있다. 염색체를 통해 유전 된 돌연변이는 상 염색체 우성 또는 열성 일 수 있으며 또한 성 연관 우성 또는 열성 일 수있다. 염색체 유전은 질병의 표현형이 가려 질 수 있다는 사실에도 불구하고 정상적인 멘델의 유전법칙을 따른다. 
미토콘드리아와 핵 DNA가 소통하고 상호 작용하는 복잡한 방식 때문에 겉보기에는 단순한 유전 과정이라고 해도 진단하기 어렵다. 염색체 DNA의 돌연변이는 미토콘드리아나 세포질에서 다른 특정 단백질의 생성을 조절하는 단백질을 변화시킬 수 있다. 이는 눈에 띄는 증상이 있다면 경미한 것으로 이어질 수 있다. 반면, 일부 파괴적인 mtDNA 돌연변이는 근육, 신경, 간조직(다른 고에너지 및 신진대사에 의존하는 조직 중)이 광범위하게 손상되어 있고, 산모와 모든 자손에게 존재하기 때문에 쉽게 진단할 수 있다. 
특정 자손에 의해 유전되는 영향을 받는 mtDNA 분자의 수는 크게 달라질 수 있다.  
- 영향을 받는 미토콘드리아의 수는 모체 세포에서 물려받은 수와 돌연변이 또는 야생형 미토콘드리아 DNA를 선호 할 수 있는 환경적 요인에 따라 세포(이 경우 수정 된 난 모세포)마다 다르다.
- 미토콘드리아에서 mtDNA 분자의 수는 약 2에서 10까지 다양하다.

## 유전자
인간 미토콘드리아 게놈의 유전자는 다음과 같다. 

### 전자전달계와 휴머닌
원래 미토콘드리아 게놈에는 단 13개의 단백질 암호화 유전자가 포함되어 있으며, 이들 모두는 전자전달계 단백질을 암호화하는 것으로 잘못 믿고 있었다. 그러나 2001년에 휴머닌(humanin)이라는 14번째 생물학적 활성 단백질이 발견되었으며, 미토콘드리아 리보솜(RNA로 만들어짐)의 일부를 암호화하는 미토콘드리아 유전자 MT-RNR2에 의해 암호화 된 것으로 밝혀졌다. 
| 복합체 번호 | 범주                                     | 유전자  | 미토콘드리아 게놈에서의 위치   | 상 |
| ----------- | ---------------------------------------- | ------- | ------------------------------ | -- |
| I           | NADH 탈수소효소                          |         |                                |    |
| I           | NADH 탈수소효소                          | MT-ND1  | 3,307–4,262                    | L  |
| I           | NADH 탈수소효소                          | MT-ND2  | 4,470–5,511                    | L  |
| I           | NADH 탈수소효소                          | MT-ND3  | 10,059–10,404                  | L  |
| I           | NADH 탈수소효소                          | MT-ND4L | 10,470–10,766                  | L  |
| I           | NADH 탈수소효소                          | MT-ND4  | 10,760–12,137 (MT-ND4L과 겹침) | L  |
| I           | NADH 탈수소효소                          | MT-ND5  | 12,337–14,148                  | L  |
| I           | NADH 탈수소효소                          | MT-ND6  | 14,149–14,673                  | H  |
| III         | 조효소 Q-시토크롬 C 환원 효소/시토크롬 B | MT-CYB  | 14,747–15,887                  | L  |
| IV          | 시토크롬 C 산화 효소                     | MT-CO1  | 5,904–7,445                    | L  |
| IV          | 시토크롬 C 산화 효소                     | MT-CO2  | 7,586–8,269                    | L  |
| IV          | 시토크롬 C 산화 효소                     | MT-CO3  | 9,207–9,990                    | L  |
| V           | ATP 합성효소                             | MT-ATP6 | 8,527–9,207 (MT-ATP8과 겹침)   | L  |
| V           | ATP 합성효소                             | MT-ATP8 | 8,366–8,572                    | L  |
| —           | 휴머닌                                   | MT-RNR2 | —                              | —  |

다른 단백질과는 달리, 인간은 미토콘드리아에 남아 있지 않으며, 나머지 세포 및 세포 수용체와 상호 작용한다. 휴머닌은 세포 자살을 억제함으로써 뇌 세포를 보호 할 수 있다. 휴머닌이라는 이름과 달리 쥐와 같은 다른 동물에도 존재한다. 

### rRNA
다음 유전자는 rRNA를 암호화한다. 
| 소단위     | rRNA | 유전자  | 미토콘드리아 게놈에서의 위치 | 상 |
| ---------- | ---- | ------- | ---------------------------- | -- |
| Small(SSU) | 12S  | MT-RNR1 | 648–1,601                    | L  |
| Large(LSU) | 16S  | MT-RNR2 | 1,671–3,229                  | L  |

### tRNA
다음 유전자는 tRNA를 암호화한다. 
| 아미노산     | 3글자 코드 | 1글자 코드 | 미토콘드리아 DNA | 위치          | 상 |
| ------------ | ---------- | ---------- | ---------------- | ------------- | -- |
| 알라닌       | Ala        | A          | MT-TA            | 5,587–5,655   | H  |
| 아르기닌     | Arg        | R          | MT-TR            | 10,405–10,469 | L  |
| 아스파라긴   | Asn        | N          | MT-TN            | 5,657–5,729   | H  |
| 아스파르트산 | Asp        | D          | MT-TD            | 7,518–7,585   | L  |
| 시스테인     | Cys        | C          | MT-TC            | 5,761–5,826   | H  |
| 글루탐산     | Glu        | E          | MT-TE            | 14,674–14,742 | H  |
| 글루타민     | Gln        | Q          | MT-TQ            | 4,329–4,400   | H  |
| 글라이신     | Gly        | G          | MT-TG            | 9,991–10,058  | L  |
| 히스티딘     | His        | H          | MT-TH            | 12,138–12,206 | L  |
| 아이소류신   | Ile        | I          | MT-TI            | 4,263–4,331   | L  |
| 류신         | Leu (UUR)  | L          | MT-TL1           | 3,230–3,304   | L  |
| 류신         | Leu (CUN)  | L          | MT-TL2           | 12,266–12,336 | L  |
| 라이신       | Lys        | K          | MT-TK            | 8,295–8,364   | L  |
| 메티오닌     | Met        | M          | MT-TM            | 4,402–4,469   | L  |
| 페닐알라닌   | Phe        | F          | MT-TF            | 577–647       | L  |
| 프롤린       | Pro        | P          | MT-TP            | 15,956–16,023 | H  |
| 세린         | Ser (UCN)  | S          | MT-TS1           | 7,446–7,514   | H  |
| 세린         | Ser (AGY)  | S          | MT-TS2           | 12,207–12,265 | L  |
| 트레오닌     | Thr        | T          | MT-TT            | 15,888–15,953 | L  |
| 트립토판     | Trp        | W          | MT-TW            | 5,512–5,579   | L  |
| 티로신       | Tyr        | Y          | MT-TY            | 5,826–5,891   | H  |
| 발린         | Val        | V          | MT-TV            | 1,602–1,670   | L  |